# Coupe Davis 1973
Pour un article plus général, voir Coupe Davis.
Navigation
Édition précédente Édition suivante
La Coupe Davis 1973 est la 62e édition de ce tournoi de tennis professionnel masculin par nations. Les rencontres se déroulent du 10 novembre 1972 au 2 décembre 1973 dans différents lieux.
L'Australie remporte son 23e saladier d'argent grâce à sa victoire en finale face aux États-Unis (quintuples tenants du titre) par cinq victoires à zéro.

## Contexte
Les nations ayant atteint les finales des zones Est et Amériques (soit les quarts de finale mondiaux) lors de l'édition précédente sont directement qualifiées pour leur demi-finale continentale (soit les huitièmes de finale mondiaux) :
- Australie et  Inde dans la "Zone Est",
- États-Unis et  Chili dans la "Zone Amériques".

Les autres nations ont dû jouer une ou plusieurs rencontres afin d'atteindre le top 16 mondial.
Le tournoi se déroule au préalable dans les tours préliminaires des zones continentales. Un total de 53 nations participent à la compétition :
- 12 dans la "Zone Amérique",
- 10 dans la "Zone Est" (incluant l'Asie et l'Océanie),
- 31 dans la "Zone Europe" (incluant l'Afrique).

## Déroulement du tournoi

### Nouveautés
Bien que l'Ère Open du tennis commence en 1968. La Coupe Davis fait exception en interdisant aux joueurs professionnels de participer jusqu'en 1972. 1973 est la 1re édition "open" de la compétition : tous les joueurs, professionnels comme amateurs, peuvent désormais participer.

### Compétition
La Coupe Davis 1973 est remportée par l'équipe d'Australie. Rod Laver (35 ans) et Ken Rosewall (38 ans), passés professionnels, font leur retour après onze et dix-sept ans d'absence. Mais Ken Rosewall ne joue pas la finale, elle sera l'œuvre d'une équipe à deux : Rod Laver et John Newcombe. Ils  remportent la coupe en assommant les Américains 5 à 0 sur leur terrain, à Cleveland, sur moquette en intérieur. La finale donna lieu à un premier jour de folie avec deux matches en cinq manches entre John Newcombe et Stan Smith et en entre Rod Laver et Tom Gorman. La paire Laver-Newcombe donne le coup de grâce le lendemain en double.

## Résultats

### Tableau du top 16 mondial
Les nations qui atteignent les finales de leur zone continentale (soit les quarts de finale mondiaux) sont directement qualifiées pour leur demi-finale continentale (soit les huitièmes de finale mondiaux) de la prochaine édition.
|  | Huitièmes de finale Plusieurs dates                                                | Huitièmes de finale Plusieurs dates                                         |                  |   | Quarts de finale Plusieurs dates                                           | Quarts de finale Plusieurs dates                                           |  |  | Demi-finales Plusieurs dates                               | Demi-finales Plusieurs dates                               |  |  | Finale 30 novembre - 2 décembre                      | Finale 30 novembre - 2 décembre                      |
|  | Huitièmes de finale Plusieurs dates                                                | Huitièmes de finale Plusieurs dates                                         |                  |   | Quarts de finale Plusieurs dates                                           | Quarts de finale Plusieurs dates                                           |  |  | Demi-finales Plusieurs dates                               | Demi-finales Plusieurs dates                               |  |  | Finale 30 novembre - 2 décembre                      | Finale 30 novembre - 2 décembre                      |
|  |                                                                                    |                                                                             |                  |   |                                                                            |                                                                            |  |  |                                                            |                                                            |  |  |                                                      |                                                      |
|  | Finale Am. Nord et Centre (11 - 13 mai) Mexico, Mexique (terre battue ext.)        | Finale Am. Nord et Centre (11 - 13 mai) Mexico, Mexique (terre battue ext.) |                  |   | Finale Amériques (3 - 5 août) North Little Rock, AR, États-Unis (dur ext.) | Finale Amériques (3 - 5 août) North Little Rock, AR, États-Unis (dur ext.) |  |  | Inter-zone (17 - 19 août) Alamo, CA, États-Unis (dur ext.) | Inter-zone (17 - 19 août) Alamo, CA, États-Unis (dur ext.) |  |  | Inter-zone Cleveland, OH, États-Unis (moquette int.) | Inter-zone Cleveland, OH, États-Unis (moquette int.) |
|  | Finale Am. Nord et Centre (11 - 13 mai) Mexico, Mexique (terre battue ext.)        | Finale Am. Nord et Centre (11 - 13 mai) Mexico, Mexique (terre battue ext.) |                  |   | Finale Amériques (3 - 5 août) North Little Rock, AR, États-Unis (dur ext.) | Finale Amériques (3 - 5 août) North Little Rock, AR, États-Unis (dur ext.) |  |  | Inter-zone (17 - 19 août) Alamo, CA, États-Unis (dur ext.) | Inter-zone (17 - 19 août) Alamo, CA, États-Unis (dur ext.) |  |  | Inter-zone Cleveland, OH, États-Unis (moquette int.) | Inter-zone Cleveland, OH, États-Unis (moquette int.) |
|  | États-Unis                                                                         | 4                                                                           |                  |   | Finale Amériques (3 - 5 août) North Little Rock, AR, États-Unis (dur ext.) | Finale Amériques (3 - 5 août) North Little Rock, AR, États-Unis (dur ext.) |  |  | Inter-zone (17 - 19 août) Alamo, CA, États-Unis (dur ext.) | Inter-zone (17 - 19 août) Alamo, CA, États-Unis (dur ext.) |  |  | Inter-zone Cleveland, OH, États-Unis (moquette int.) | Inter-zone Cleveland, OH, États-Unis (moquette int.) |
|  | États-Unis                                                                         | 4                                                                           |                  |   | Finale Amériques (3 - 5 août) North Little Rock, AR, États-Unis (dur ext.) | Finale Amériques (3 - 5 août) North Little Rock, AR, États-Unis (dur ext.) |  |  | Inter-zone (17 - 19 août) Alamo, CA, États-Unis (dur ext.) | Inter-zone (17 - 19 août) Alamo, CA, États-Unis (dur ext.) |  |  | Inter-zone Cleveland, OH, États-Unis (moquette int.) | Inter-zone Cleveland, OH, États-Unis (moquette int.) |
|  | Mexique                                                                            | 1                                                                           |                  |   | Finale Amériques (3 - 5 août) North Little Rock, AR, États-Unis (dur ext.) | Finale Amériques (3 - 5 août) North Little Rock, AR, États-Unis (dur ext.) |  |  | Inter-zone (17 - 19 août) Alamo, CA, États-Unis (dur ext.) | Inter-zone (17 - 19 août) Alamo, CA, États-Unis (dur ext.) |  |  | Inter-zone Cleveland, OH, États-Unis (moquette int.) | Inter-zone Cleveland, OH, États-Unis (moquette int.) |
|  | Mexique                                                                            | 1                                                                           | États-Unis       | 4 |                                                                            |                                                                            |  |  | Inter-zone (17 - 19 août) Alamo, CA, États-Unis (dur ext.) | Inter-zone (17 - 19 août) Alamo, CA, États-Unis (dur ext.) |  |  | Inter-zone Cleveland, OH, États-Unis (moquette int.) | Inter-zone Cleveland, OH, États-Unis (moquette int.) |
|  | Finale Amérique du Sud (4 - 6 mai) Buenos Aires, Argentine (terre battue ext.)     |                                                                             | États-Unis       | 4 |                                                                            |                                                                            |  |  | Inter-zone (17 - 19 août) Alamo, CA, États-Unis (dur ext.) | Inter-zone (17 - 19 août) Alamo, CA, États-Unis (dur ext.) |  |  | Inter-zone Cleveland, OH, États-Unis (moquette int.) | Inter-zone Cleveland, OH, États-Unis (moquette int.) |
|  |                                                                                    | Chili                                                                       | 0                |   |                                                                            |                                                                            |  |  | Inter-zone (17 - 19 août) Alamo, CA, États-Unis (dur ext.) | Inter-zone (17 - 19 août) Alamo, CA, États-Unis (dur ext.) |  |  | Inter-zone Cleveland, OH, États-Unis (moquette int.) | Inter-zone Cleveland, OH, États-Unis (moquette int.) |
|  | Chili                                                                              | Chili                                                                       | 0                | 3 |                                                                            |                                                                            |  |  | Inter-zone (17 - 19 août) Alamo, CA, États-Unis (dur ext.) | Inter-zone (17 - 19 août) Alamo, CA, États-Unis (dur ext.) |  |  | Inter-zone Cleveland, OH, États-Unis (moquette int.) | Inter-zone Cleveland, OH, États-Unis (moquette int.) |
|  | Chili                                                                              | Finale Europe A (3 - 5 août) Bucarest, Roumanie (terre battue ext.)         |                  | 3 |                                                                            |                                                                            |  |  | Inter-zone (17 - 19 août) Alamo, CA, États-Unis (dur ext.) | Inter-zone (17 - 19 août) Alamo, CA, États-Unis (dur ext.) |  |  | Inter-zone Cleveland, OH, États-Unis (moquette int.) | Inter-zone Cleveland, OH, États-Unis (moquette int.) |
|  | Argentine                                                                          | 2                                                                           |                  |   |                                                                            |                                                                            |  |  | Inter-zone (17 - 19 août) Alamo, CA, États-Unis (dur ext.) | Inter-zone (17 - 19 août) Alamo, CA, États-Unis (dur ext.) |  |  | Inter-zone Cleveland, OH, États-Unis (moquette int.) | Inter-zone Cleveland, OH, États-Unis (moquette int.) |
|  | Argentine                                                                          | 2                                                                           | États-Unis       | 4 |                                                                            |                                                                            |  |  |                                                            |                                                            |  |  | Inter-zone Cleveland, OH, États-Unis (moquette int.) | Inter-zone Cleveland, OH, États-Unis (moquette int.) |
|  | Demi-finale Europe A (20 - 22 juillet) Moscou, Union soviétique (???)              |                                                                             | États-Unis       | 4 |                                                                            |                                                                            |  |  |                                                            |                                                            |  |  | Inter-zone Cleveland, OH, États-Unis (moquette int.) | Inter-zone Cleveland, OH, États-Unis (moquette int.) |
|  |                                                                                    | Roumanie                                                                    | 1                |   |                                                                            |                                                                            |  |  |                                                            |                                                            |  |  | Inter-zone Cleveland, OH, États-Unis (moquette int.) | Inter-zone Cleveland, OH, États-Unis (moquette int.) |
|  | Union soviétique                                                                   | Roumanie                                                                    | 1                | 3 |                                                                            |                                                                            |  |  |                                                            |                                                            |  |  | Inter-zone Cleveland, OH, États-Unis (moquette int.) | Inter-zone Cleveland, OH, États-Unis (moquette int.) |
|  | Union soviétique                                                                   | Inter-zone (16 - 18 novembre) Melbourne, Australie (gazon ext.)             |                  | 3 |                                                                            |                                                                            |  |  |                                                            |                                                            |  |  | Inter-zone Cleveland, OH, États-Unis (moquette int.) | Inter-zone Cleveland, OH, États-Unis (moquette int.) |
|  | France                                                                             | 2                                                                           |                  |   |                                                                            |                                                                            |  |  |                                                            |                                                            |  |  | Inter-zone Cleveland, OH, États-Unis (moquette int.) | Inter-zone Cleveland, OH, États-Unis (moquette int.) |
|  | France                                                                             | 2                                                                           | Union soviétique | 2 |                                                                            |                                                                            |  |  |                                                            |                                                            |  |  | Inter-zone Cleveland, OH, États-Unis (moquette int.) | Inter-zone Cleveland, OH, États-Unis (moquette int.) |
|  | Demi-finale Europe A (20 - 22 juillet) Bucarest, Roumanie (terre battue ext.)      |                                                                             | Union soviétique | 2 |                                                                            |                                                                            |  |  |                                                            |                                                            |  |  | Inter-zone Cleveland, OH, États-Unis (moquette int.) | Inter-zone Cleveland, OH, États-Unis (moquette int.) |
|  |                                                                                    | Roumanie                                                                    | 3                |   |                                                                            |                                                                            |  |  |                                                            |                                                            |  |  | Inter-zone Cleveland, OH, États-Unis (moquette int.) | Inter-zone Cleveland, OH, États-Unis (moquette int.) |
|  | Nouvelle-Zélande                                                                   | Roumanie                                                                    | 3                | 1 |                                                                            |                                                                            |  |  |                                                            |                                                            |  |  | Inter-zone Cleveland, OH, États-Unis (moquette int.) | Inter-zone Cleveland, OH, États-Unis (moquette int.) |
|  | Nouvelle-Zélande                                                                   | Finale Europe B (3 - 5 août) Prague, Tchécoslovaquie (terre battue ext.)    |                  | 1 |                                                                            |                                                                            |  |  |                                                            |                                                            |  |  | Inter-zone Cleveland, OH, États-Unis (moquette int.) | Inter-zone Cleveland, OH, États-Unis (moquette int.) |
|  | Roumanie                                                                           | 4                                                                           |                  |   |                                                                            |                                                                            |  |  |                                                            |                                                            |  |  | Inter-zone Cleveland, OH, États-Unis (moquette int.) | Inter-zone Cleveland, OH, États-Unis (moquette int.) |
|  | Roumanie                                                                           | 4                                                                           | États-Unis       | 0 |                                                                            |                                                                            |  |  |                                                            |                                                            |  |  |                                                      |                                                      |
|  | Demi-finale Europe B (20 - 22 juillet) Prague, Tchécoslovaquie (terre battue ext.) |                                                                             | États-Unis       | 0 |                                                                            |                                                                            |  |  |                                                            |                                                            |  |  |                                                      |                                                      |
|  |                                                                                    | Australie                                                                   | 5                |   |                                                                            |                                                                            |  |  |                                                            |                                                            |  |  |                                                      |                                                      |
|  | Tchécoslovaquie                                                                    | Australie                                                                   | 5                | 3 |                                                                            |                                                                            |  |  |                                                            |                                                            |  |  |                                                      |                                                      |
|  | Tchécoslovaquie                                                                    |                                                                             |                  | 3 |                                                                            |                                                                            |  |  |                                                            |                                                            |  |  |                                                      |                                                      |
|  | Allemagne de l'Ouest                                                               | 2                                                                           |                  |   |                                                                            |                                                                            |  |  |                                                            |                                                            |  |  |                                                      |                                                      |
|  | Allemagne de l'Ouest                                                               | 2                                                                           | Tchécoslovaquie  | 4 |                                                                            |                                                                            |  |  |                                                            |                                                            |  |  |                                                      |                                                      |
|  | Demi-finale Europe B (20 - 22 juillet) Turin, Italie (terre battue ext.)           |                                                                             | Tchécoslovaquie  | 4 |                                                                            |                                                                            |  |  |                                                            |                                                            |  |  |                                                      |                                                      |
|  |                                                                                    | Italie                                                                      | 1                |   |                                                                            |                                                                            |  |  |                                                            |                                                            |  |  |                                                      |                                                      |
|  | Espagne                                                                            | Italie                                                                      | 1                | 2 |                                                                            |                                                                            |  |  |                                                            |                                                            |  |  |                                                      |                                                      |
|  | Espagne                                                                            | Finale Est (4 - 6 mai) Madras, Inde (terre battue ext.)                     |                  | 2 |                                                                            |                                                                            |  |  |                                                            |                                                            |  |  |                                                      |                                                      |
|  | Italie                                                                             | 3                                                                           |                  |   |                                                                            |                                                                            |  |  |                                                            |                                                            |  |  |                                                      |                                                      |
|  | Italie                                                                             | 3                                                                           | Tchécoslovaquie  | 1 |                                                                            |                                                                            |  |  |                                                            |                                                            |  |  |                                                      |                                                      |
|  | Demi-finale Est (20 - 22 avril) Kuala Lumpur, Malaisie (gazon ext.)                |                                                                             | Tchécoslovaquie  | 1 |                                                                            |                                                                            |  |  |                                                            |                                                            |  |  |                                                      |                                                      |
|  |                                                                                    | Australie                                                                   | 4                |   |                                                                            |                                                                            |  |  |                                                            |                                                            |  |  |                                                      |                                                      |
|  | Inde                                                                               | Australie                                                                   | 4                | 4 |                                                                            |                                                                            |  |  |                                                            |                                                            |  |  |                                                      |                                                      |
|  | Inde                                                                               |                                                                             |                  | 4 |                                                                            |                                                                            |  |  |                                                            |                                                            |  |  |                                                      |                                                      |
|  | Pakistan                                                                           | 0                                                                           |                  |   |                                                                            |                                                                            |  |  |                                                            |                                                            |  |  |                                                      |                                                      |
|  | Pakistan                                                                           | 0                                                                           | Inde             | 0 |                                                                            |                                                                            |  |  |                                                            |                                                            |  |  |                                                      |                                                      |
|  | Demi-finale Est (20 - 22 avril) Tokyo, Japon (terre battue ext.)                   |                                                                             | Inde             | 0 |                                                                            |                                                                            |  |  |                                                            |                                                            |  |  |                                                      |                                                      |
|  |                                                                                    | Australie                                                                   | 4                |   |                                                                            |                                                                            |  |  |                                                            |                                                            |  |  |                                                      |                                                      |
|  | Japon                                                                              | Australie                                                                   | 4                | 1 |                                                                            |                                                                            |  |  |                                                            |                                                            |  |  |                                                      |                                                      |
|  | Japon                                                                              |                                                                             |                  | 1 |                                                                            |                                                                            |  |  |                                                            |                                                            |  |  |                                                      |                                                      |
|  | Australie                                                                          | 4                                                                           |                  |   |                                                                            |                                                                            |  |  |                                                            |                                                            |  |  |                                                      |                                                      |
|  | Australie                                                                          | 4                                                                           |                  |   |                                                                            |                                                                            |  |  |                                                            |                                                            |  |  |                                                      |                                                      |

### Matchs détaillés

#### Huitièmes de finale
Les "huitièmes de finale mondiaux" correspondent aux demi-finales des zones continentales.
Amériques
| | Mexique | 1                              | - | 4  | États-Unis |   |  |
| --- | ------- | ------------------------------ | - | -- | ---------- | - |  |
| Stade Rafael Osuna, Mexico, Mexique |         |                                |   |    |            |   |  |
| du 11 au 13 mai 1973 sur terre battue (ext.) |         |                                |   |    |            |   |  |
| \| 1 \| \| Raúl Ramírez \| 6 \| 6 \| 6 \| \| \| \| 1 \| \| Tom Gorman \| 4 \| 2 \| 3 \| \| \| \| 2 \| \| Joaquín Loyo Mayo \| 5 \| 4 \| 5 \| \| \| \| 2 \| \| Harold Solomon \| 7 \| 6 \| 7 \| \| \| \| 3 \| \| Raúl Ramírez - Vicente Zarazua \| 5 \| 14 \| 3 \| 4 \| \| \| 3 \| \| Tom Gorman - Erik van Dillen \| 7 \| 12 \| 6 \| 6 \| \| \| \| \| \| \| \| \| \| \| \| 4 \| \| Raúl Ramírez \| 6 \| 5 \| 5 \| \| \| \| 4 \| \| Harold Solomon \| 8 \| 7 \| 7 \| \| \| \| \| \| \| \| \| \| \| \| \| 5 \| \| Luis Baraldi \| 6 \| 1 \| 3 \| 6 \| \| \| 5 \| \| Dick Stockton \| 2 \| 6 \| 6 \| 8 \| \| \| \| \| \| \| \| \| \| \| |         |                                |   |    |            |   |  |
| 1 |         | Raúl Ramírez                   | 6 | 6  | 6          |   |  |
| 1 |         | Tom Gorman                     | 4 | 2  | 3          |   |  |
| 2 |         | Joaquín Loyo Mayo              | 5 | 4  | 5          |   |  |
| 2 |         | Harold Solomon                 | 7 | 6  | 7          |   |  |
| 3 |         | Raúl Ramírez - Vicente Zarazua | 5 | 14 | 3          | 4 |  |
| 3 |         | Tom Gorman - Erik van Dillen   | 7 | 12 | 6          | 6 |  |
| |         |                                |   |    |            |   |  |
| 4 |         | Raúl Ramírez                   | 6 | 5  | 5          |   |  |
| 4 |         | Harold Solomon                 | 8 | 7  | 7          |   |  |
| |         |                                |   |    |            |   |  |
| 5 |         | Luis Baraldi                   | 6 | 1  | 3          | 6 |  |
| 5 |         | Dick Stockton                  | 2 | 6  | 6          | 8 |  |
| |         |                                |   |    |            |   |  |

| 1 |  | Raúl Ramírez                   | 6 | 6  | 6 |   |  |
| 1 |  | Tom Gorman                     | 4 | 2  | 3 |   |  |
| 2 |  | Joaquín Loyo Mayo              | 5 | 4  | 5 |   |  |
| 2 |  | Harold Solomon                 | 7 | 6  | 7 |   |  |
| 3 |  | Raúl Ramírez - Vicente Zarazua | 5 | 14 | 3 | 4 |  |
| 3 |  | Tom Gorman - Erik van Dillen   | 7 | 12 | 6 | 6 |  |
|   |  |                                |   |    |   |   |  |
| 4 |  | Raúl Ramírez                   | 6 | 5  | 5 |   |  |
| 4 |  | Harold Solomon                 | 8 | 7  | 7 |   |  |
|   |  |                                |   |    |   |   |  |
| 5 |  | Luis Baraldi                   | 6 | 1  | 3 | 6 |  |
| 5 |  | Dick Stockton                  | 2 | 6  | 6 | 8 |  |
|   |  |                                |   |    |   |   |  |

| | Argentine | 2                               | -  | 3  | Chili |   |   |
| --- | --------- | ------------------------------- | -- | -- | ----- | - | - |
| Buenos Aires Lawn T.C., Buenos Aires, Argentine |           |                                 |    |    |       |   |   |
| du 4 au 6 mai 1973 sur terre battue (ext.) |           |                                 |    |    |       |   |   |
| \| 1 \| \| Guillermo Vilas \| 6 \| 6 \| 6 \| \| \| \| 1 \| \| Jaime Fillol \| 3 \| 3 \| 0 \| \| \| \| 2 \| \| Julián Ganzábal \| 4 \| 2 \| 7 \| 4 \| \| \| 2 \| \| Patricio Cornejo \| 6 \| 6 \| 5 \| 6 \| \| \| 3 \| \| Ricardo Cano - Guillermo Vilas \| 3 \| 6 \| 4 \| 6 \| 6 \| \| 3 \| \| Patricio Cornejo - Jaime Fillol \| 6 \| 4 \| 6 \| 3 \| 4 \| \| \| \| \| \| \| \| \| \| \| 4 \| \| Guillermo Vilas \| 13 \| 1 \| 7 \| 6 \| 1 \| \| 4 \| \| Patricio Cornejo \| 11 \| 6 \| 9 \| 3 \| 6 \| \| \| \| \| \| \| \| \| \| \| 5 \| \| Julián Ganzábal \| 5 \| 11 \| 7 \| 2 \| 1 \| \| 5 \| \| Jaime Fillol \| 7 \| 9 \| 5 \| 6 \| 6 \| \| \| \| \| \| \| \| \| \| |           |                                 |    |    |       |   |   |
| 1 |           | Guillermo Vilas                 | 6  | 6  | 6     |   |   |
| 1 |           | Jaime Fillol                    | 3  | 3  | 0     |   |   |
| 2 |           | Julián Ganzábal                 | 4  | 2  | 7     | 4 |   |
| 2 |           | Patricio Cornejo                | 6  | 6  | 5     | 6 |   |
| 3 |           | Ricardo Cano - Guillermo Vilas  | 3  | 6  | 4     | 6 | 6 |
| 3 |           | Patricio Cornejo - Jaime Fillol | 6  | 4  | 6     | 3 | 4 |
| |           |                                 |    |    |       |   |   |
| 4 |           | Guillermo Vilas                 | 13 | 1  | 7     | 6 | 1 |
| 4 |           | Patricio Cornejo                | 11 | 6  | 9     | 3 | 6 |
| |           |                                 |    |    |       |   |   |
| 5 |           | Julián Ganzábal                 | 5  | 11 | 7     | 2 | 1 |
| 5 |           | Jaime Fillol                    | 7  | 9  | 5     | 6 | 6 |
| |           |                                 |    |    |       |   |   |

| 1 |  | Guillermo Vilas                 | 6  | 6  | 6 |   |   |
| 1 |  | Jaime Fillol                    | 3  | 3  | 0 |   |   |
| 2 |  | Julián Ganzábal                 | 4  | 2  | 7 | 4 |   |
| 2 |  | Patricio Cornejo                | 6  | 6  | 5 | 6 |   |
| 3 |  | Ricardo Cano - Guillermo Vilas  | 3  | 6  | 4 | 6 | 6 |
| 3 |  | Patricio Cornejo - Jaime Fillol | 6  | 4  | 6 | 3 | 4 |
|   |  |                                 |    |    |   |   |   |
| 4 |  | Guillermo Vilas                 | 13 | 1  | 7 | 6 | 1 |
| 4 |  | Patricio Cornejo                | 11 | 6  | 9 | 3 | 6 |
|   |  |                                 |    |    |   |   |   |
| 5 |  | Julián Ganzábal                 | 5  | 11 | 7 | 2 | 1 |
| 5 |  | Jaime Fillol                    | 7  | 9  | 5 | 6 | 6 |
|   |  |                                 |    |    |   |   |   |

Europe A
| | Union soviétique | 3                                  | - | 2 | France |   |   |
| --- | ---------------- | ---------------------------------- | - | - | ------ | - | - |
| Moscou, Union soviétique |                  |                                    |   |   |        |   |   |
| du 20 au 22 juillet 1973 sur ??? |                  |                                    |   |   |        |   |   |
| \| 1 \| \| Teimuraz Kakulia \| 4 \| 4 \| 4 \| \| \| \| 1 \| \| François Jauffret \| 6 \| 6 \| 6 \| \| \| \| 2 \| \| Alex Metreveli \| 6 \| 6 \| 7 \| 6 \| \| \| 2 \| \| Patrick Proisy \| 3 \| 8 \| 5 \| 2 \| \| \| 3 \| \| Sergei Likhachev - Alex Metreveli \| 4 \| 5 \| 9 \| \| \| \| 3 \| \| Pierre Barthès - François Jauffret \| 6 \| 7 \| 11 \| \| \| \| \| \| \| \| \| \| \| \| \| 4 \| \| Teimuraz Kakulia \| 6 \| 6 \| 6 \| \| \| \| 4 \| \| Patrick Proisy \| 3 \| 3 \| 4 \| \| \| \| \| \| \| \| \| \| \| \| \| 5 \| \| Alex Metreveli \| 6 \| 6 \| 4 \| 4 \| 6 \| \| 5 \| \| François Jauffret \| 1 \| 3 \| 6 \| 6 \| 4 \| \| \| \| \| \| \| \| \| \| |                  |                                    |   |   |        |   |   |
| 1 |                  | Teimuraz Kakulia                   | 4 | 4 | 4      |   |   |
| 1 |                  | François Jauffret                  | 6 | 6 | 6      |   |   |
| 2 |                  | Alex Metreveli                     | 6 | 6 | 7      | 6 |   |
| 2 |                  | Patrick Proisy                     | 3 | 8 | 5      | 2 |   |
| 3 |                  | Sergei Likhachev - Alex Metreveli  | 4 | 5 | 9      |   |   |
| 3 |                  | Pierre Barthès - François Jauffret | 6 | 7 | 11     |   |   |
| |                  |                                    |   |   |        |   |   |
| 4 |                  | Teimuraz Kakulia                   | 6 | 6 | 6      |   |   |
| 4 |                  | Patrick Proisy                     | 3 | 3 | 4      |   |   |
| |                  |                                    |   |   |        |   |   |
| 5 |                  | Alex Metreveli                     | 6 | 6 | 4      | 4 | 6 |
| 5 |                  | François Jauffret                  | 1 | 3 | 6      | 6 | 4 |
| |                  |                                    |   |   |        |   |   |

| 1 |  | Teimuraz Kakulia                   | 4 | 4 | 4  |   |   |
| 1 |  | François Jauffret                  | 6 | 6 | 6  |   |   |
| 2 |  | Alex Metreveli                     | 6 | 6 | 7  | 6 |   |
| 2 |  | Patrick Proisy                     | 3 | 8 | 5  | 2 |   |
| 3 |  | Sergei Likhachev - Alex Metreveli  | 4 | 5 | 9  |   |   |
| 3 |  | Pierre Barthès - François Jauffret | 6 | 7 | 11 |   |   |
|   |  |                                    |   |   |    |   |   |
| 4 |  | Teimuraz Kakulia                   | 6 | 6 | 6  |   |   |
| 4 |  | Patrick Proisy                     | 3 | 3 | 4  |   |   |
|   |  |                                    |   |   |    |   |   |
| 5 |  | Alex Metreveli                     | 6 | 6 | 4  | 4 | 6 |
| 5 |  | François Jauffret                  | 1 | 3 | 6  | 6 | 4 |
|   |  |                                    |   |   |    |   |   |

| | Roumanie | 4                            | - | 1 | Nouvelle-Zélande |   |   |
| --- | -------- | ---------------------------- | - | - | ---------------- | - | - |
| Bucarest, Roumanie |          |                              |   |   |                  |   |   |
| du 20 au 22 juillet 1973 sur terre battue (ext.) |          |                              |   |   |                  |   |   |
| \| 1 \| \| Toma Ovici \| 6 \| 3 \| 3 \| 6 \| 6 \| \| 1 \| \| Brian Fairlie \| 1 \| 6 \| 6 \| 0 \| 2 \| \| 2 \| \| Ilie Năstase \| 6 \| 8 \| 6 \| \| \| \| 2 \| \| Onny Parun \| 1 \| 6 \| 2 \| \| \| \| 3 \| \| Ilie Năstase - Ionel Sânteiu \| 6 \| 8 \| 6 \| \| \| \| 3 \| \| Brian Fairlie - Onny Parun \| 1 \| 6 \| 3 \| \| \| \| \| \| \| \| \| \| \| \| \| 4 \| \| Ilie Năstase \| 4 \| 6 \| 6 \| 6 \| \| \| 4 \| \| Brian Fairlie \| 6 \| 0 \| 3 \| 0 \| \| \| \| \| \| \| \| \| \| \| \| 5 \| \| Toma Ovici \| 3 \| 5 \| 2 \| \| \| \| 5 \| \| Onny Parun \| 6 \| 7 \| 6 \| \| \| \| \| \| \| \| \| \| \| \| |          |                              |   |   |                  |   |   |
| 1 |          | Toma Ovici                   | 6 | 3 | 3                | 6 | 6 |
| 1 |          | Brian Fairlie                | 1 | 6 | 6                | 0 | 2 |
| 2 |          | Ilie Năstase                 | 6 | 8 | 6                |   |   |
| 2 |          | Onny Parun                   | 1 | 6 | 2                |   |   |
| 3 |          | Ilie Năstase - Ionel Sânteiu | 6 | 8 | 6                |   |   |
| 3 |          | Brian Fairlie - Onny Parun   | 1 | 6 | 3                |   |   |
| |          |                              |   |   |                  |   |   |
| 4 |          | Ilie Năstase                 | 4 | 6 | 6                | 6 |   |
| 4 |          | Brian Fairlie                | 6 | 0 | 3                | 0 |   |
| |          |                              |   |   |                  |   |   |
| 5 |          | Toma Ovici                   | 3 | 5 | 2                |   |   |
| 5 |          | Onny Parun                   | 6 | 7 | 6                |   |   |
| |          |                              |   |   |                  |   |   |

| 1 |  | Toma Ovici                   | 6 | 3 | 3 | 6 | 6 |
| 1 |  | Brian Fairlie                | 1 | 6 | 6 | 0 | 2 |
| 2 |  | Ilie Năstase                 | 6 | 8 | 6 |   |   |
| 2 |  | Onny Parun                   | 1 | 6 | 2 |   |   |
| 3 |  | Ilie Năstase - Ionel Sânteiu | 6 | 8 | 6 |   |   |
| 3 |  | Brian Fairlie - Onny Parun   | 1 | 6 | 3 |   |   |
|   |  |                              |   |   |   |   |   |
| 4 |  | Ilie Năstase                 | 4 | 6 | 6 | 6 |   |
| 4 |  | Brian Fairlie                | 6 | 0 | 3 | 0 |   |
|   |  |                              |   |   |   |   |   |
| 5 |  | Toma Ovici                   | 3 | 5 | 2 |   |   |
| 5 |  | Onny Parun                   | 6 | 7 | 6 |   |   |
|   |  |                              |   |   |   |   |   |

Europe B
| | Tchécoslovaquie | 3                             | - | 2 | Allemagne de l'Ouest |   |  |
| --- | --------------- | ----------------------------- | - | - | -------------------- | - |  |
| Prague, Tchécoslovaquie |                 |                               |   |   |                      |   |  |
| du 20 au 22 juillet 1973 sur terre battue (ext.) |                 |                               |   |   |                      |   |  |
| \| 1 \| \| Jan Kodeš \| 6 \| 6 \| 6 \| \| \| \| 1 \| \| Karl Meiler \| 3 \| 4 \| 1 \| \| \| \| 2 \| \| Jiří Hřebec \| 6 \| 7 \| 6 \| 6 \| \| \| 2 \| \| Jürgen Fassbender \| 1 \| 9 \| 2 \| 3 \| \| \| 3 \| \| Jan Kodeš - Jan Kukal \| 2 \| 6 \| 6 \| 7 \| \| \| 3 \| \| J. Fassbender - H.-J. Pohmann \| 6 \| 3 \| 8 \| 9 \| \| \| \| \| \| \| \| \| \| \| \| 4 \| \| Jan Kodeš \| 6 \| 6 \| 7 \| \| \| \| 4 \| \| Jürgen Fassbender \| 2 \| 1 \| 5 \| \| \| \| \| \| \| \| \| \| \| \| \| 5 \| \| Jiří Hřebec \| 1 \| 1 \| 5 \| \| \| \| 5 \| \| Karl Meiler \| 6 \| 6 \| 7 \| \| \| \| \| \| \| \| \| \| \| \| |                 |                               |   |   |                      |   |  |
| 1 |                 | Jan Kodeš                     | 6 | 6 | 6                    |   |  |
| 1 |                 | Karl Meiler                   | 3 | 4 | 1                    |   |  |
| 2 |                 | Jiří Hřebec                   | 6 | 7 | 6                    | 6 |  |
| 2 |                 | Jürgen Fassbender             | 1 | 9 | 2                    | 3 |  |
| 3 |                 | Jan Kodeš - Jan Kukal         | 2 | 6 | 6                    | 7 |  |
| 3 |                 | J. Fassbender - H.-J. Pohmann | 6 | 3 | 8                    | 9 |  |
| |                 |                               |   |   |                      |   |  |
| 4 |                 | Jan Kodeš                     | 6 | 6 | 7                    |   |  |
| 4 |                 | Jürgen Fassbender             | 2 | 1 | 5                    |   |  |
| |                 |                               |   |   |                      |   |  |
| 5 |                 | Jiří Hřebec                   | 1 | 1 | 5                    |   |  |
| 5 |                 | Karl Meiler                   | 6 | 6 | 7                    |   |  |
| |                 |                               |   |   |                      |   |  |

| 1 |  | Jan Kodeš                     | 6 | 6 | 6 |   |  |
| 1 |  | Karl Meiler                   | 3 | 4 | 1 |   |  |
| 2 |  | Jiří Hřebec                   | 6 | 7 | 6 | 6 |  |
| 2 |  | Jürgen Fassbender             | 1 | 9 | 2 | 3 |  |
| 3 |  | Jan Kodeš - Jan Kukal         | 2 | 6 | 6 | 7 |  |
| 3 |  | J. Fassbender - H.-J. Pohmann | 6 | 3 | 8 | 9 |  |
|   |  |                               |   |   |   |   |  |
| 4 |  | Jan Kodeš                     | 6 | 6 | 7 |   |  |
| 4 |  | Jürgen Fassbender             | 2 | 1 | 5 |   |  |
|   |  |                               |   |   |   |   |  |
| 5 |  | Jiří Hřebec                   | 1 | 1 | 5 |   |  |
| 5 |  | Karl Meiler                   | 6 | 6 | 7 |   |  |
|   |  |                               |   |   |   |   |  |

| | Italie | 3                                | - | 2 | Espagne |   |  |
| --- | ------ | -------------------------------- | - | - | ------- | - |  |
| Turin, Italie |        |                                  |   |   |         |   |  |
| du 20 au 22 juillet 1973 sur terre battue (ext.) |        |                                  |   |   |         |   |  |
| \| 1 \| \| Corrado Barazzutti \| 7 \| 1 \| 6 \| 6 \| \| \| 1 \| \| Manuel Santana \| 5 \| 6 \| 4 \| 4 \| \| \| 2 \| \| Antonio Zugarelli \| 7 \| 6 \| 6 \| \| \| \| 2 \| \| José Higueras \| 5 \| 3 \| 2 \| \| \| \| 3 \| \| Giordano Maioli - Pietro Marzano \| 3 \| 1 \| 6 \| 4 \| \| \| 3 \| \| Juan Gisbert - José Higueras \| 6 \| 6 \| 4 \| 6 \| \| \| \| \| \| \| \| \| \| \| \| 4 \| \| Corrado Barazzutti \| 6 \| 6 \| 6 \| \| \| \| 4 \| \| José Higueras \| 4 \| 3 \| 1 \| \| \| \| \| \| \| \| \| \| \| \| \| 5 \| \| Antonio Zugarelli \| 6 \| 3 \| 3 \| 2 \| \| \| 5 \| \| Manuel Santana \| 2 \| 6 \| 6 \| 6 \| \| \| \| \| \| \| \| \| \| \| |        |                                  |   |   |         |   |  |
| 1 |        | Corrado Barazzutti               | 7 | 1 | 6       | 6 |  |
| 1 |        | Manuel Santana                   | 5 | 6 | 4       | 4 |  |
| 2 |        | Antonio Zugarelli                | 7 | 6 | 6       |   |  |
| 2 |        | José Higueras                    | 5 | 3 | 2       |   |  |
| 3 |        | Giordano Maioli - Pietro Marzano | 3 | 1 | 6       | 4 |  |
| 3 |        | Juan Gisbert - José Higueras     | 6 | 6 | 4       | 6 |  |
| |        |                                  |   |   |         |   |  |
| 4 |        | Corrado Barazzutti               | 6 | 6 | 6       |   |  |
| 4 |        | José Higueras                    | 4 | 3 | 1       |   |  |
| |        |                                  |   |   |         |   |  |
| 5 |        | Antonio Zugarelli                | 6 | 3 | 3       | 2 |  |
| 5 |        | Manuel Santana                   | 2 | 6 | 6       | 6 |  |
| |        |                                  |   |   |         |   |  |

| 1 |  | Corrado Barazzutti               | 7 | 1 | 6 | 6 |  |
| 1 |  | Manuel Santana                   | 5 | 6 | 4 | 4 |  |
| 2 |  | Antonio Zugarelli                | 7 | 6 | 6 |   |  |
| 2 |  | José Higueras                    | 5 | 3 | 2 |   |  |
| 3 |  | Giordano Maioli - Pietro Marzano | 3 | 1 | 6 | 4 |  |
| 3 |  | Juan Gisbert - José Higueras     | 6 | 6 | 4 | 6 |  |
|   |  |                                  |   |   |   |   |  |
| 4 |  | Corrado Barazzutti               | 6 | 6 | 6 |   |  |
| 4 |  | José Higueras                    | 4 | 3 | 1 |   |  |
|   |  |                                  |   |   |   |   |  |
| 5 |  | Antonio Zugarelli                | 6 | 3 | 3 | 2 |  |
| 5 |  | Manuel Santana                   | 2 | 6 | 6 | 6 |  |
|   |  |                                  |   |   |   |   |  |

Est
| | Inde | 4                          | - | 0 | Pakistan |   |         |
| --- | ---- | -------------------------- | - | - | -------- | - | ------- |
| Kuala Lumpur, Malaisie |      |                            |   |   |          |   |         |
| du 20 au 22 avril 1973 sur gazon (ext.) |      |                            |   |   |          |   |         |
| \| 1 \| \| Vijay Amritraj \| 6 \| 6 \| 8 \| \| \| \| 1 \| \| Saeed Meer \| 1 \| 4 \| 6 \| \| \| \| 2 \| \| Anand Amritraj \| 6 \| 6 \| 6 \| \| \| \| 2 \| \| Munawar Iqbal \| 2 \| 2 \| 2 \| \| \| \| 3 \| \| A. Amritraj - V. Amritraj \| 6 \| 6 \| 6 \| \| \| \| 3 \| \| Munawar Iqbal - Saeed Meer \| 3 \| 4 \| 4 \| \| \| \| \| \| \| \| \| \| \| \| \| 4 \| \| Vijay Amritraj \| 2 \| 6 \| 6 \| 2 \| \| \| 4 \| \| Munawar Iqbal \| 6 \| 3 \| 4 \| 3 \| ab. \| \| \| \| \| \| \| \| \| \| \| 5 \| \| Chiradip Mukerjea \| 4 \| \| \| \| non \| \| 5 \| \| Saeed Meer \| 6 \| \| \| \| terminé \| \| \| \| \| \| \| \| \| \| |      |                            |   |   |          |   |         |
| 1 |      | Vijay Amritraj             | 6 | 6 | 8        |   |         |
| 1 |      | Saeed Meer                 | 1 | 4 | 6        |   |         |
| 2 |      | Anand Amritraj             | 6 | 6 | 6        |   |         |
| 2 |      | Munawar Iqbal              | 2 | 2 | 2        |   |         |
| 3 |      | A. Amritraj - V. Amritraj  | 6 | 6 | 6        |   |         |
| 3 |      | Munawar Iqbal - Saeed Meer | 3 | 4 | 4        |   |         |
| |      |                            |   |   |          |   |         |
| 4 |      | Vijay Amritraj             | 2 | 6 | 6        | 2 |         |
| 4 |      | Munawar Iqbal              | 6 | 3 | 4        | 3 | ab.     |
| |      |                            |   |   |          |   |         |
| 5 |      | Chiradip Mukerjea          | 4 |   |          |   | non     |
| 5 |      | Saeed Meer                 | 6 |   |          |   | terminé |
| |      |                            |   |   |          |   |         |

| 1 |  | Vijay Amritraj             | 6 | 6 | 8 |   |         |
| 1 |  | Saeed Meer                 | 1 | 4 | 6 |   |         |
| 2 |  | Anand Amritraj             | 6 | 6 | 6 |   |         |
| 2 |  | Munawar Iqbal              | 2 | 2 | 2 |   |         |
| 3 |  | A. Amritraj - V. Amritraj  | 6 | 6 | 6 |   |         |
| 3 |  | Munawar Iqbal - Saeed Meer | 3 | 4 | 4 |   |         |
|   |  |                            |   |   |   |   |         |
| 4 |  | Vijay Amritraj             | 2 | 6 | 6 | 2 |         |
| 4 |  | Munawar Iqbal              | 6 | 3 | 4 | 3 | ab.     |
|   |  |                            |   |   |   |   |         |
| 5 |  | Chiradip Mukerjea          | 4 |   |   |   | non     |
| 5 |  | Saeed Meer                 | 6 |   |   |   | terminé |
|   |  |                            |   |   |   |   |         |

| | Japon | 1                              | - | 4 | Australie |   |   |
| --- | ----- | ------------------------------ | - | - | --------- | - | - |
| Tokyo, Japon |       |                                |   |   |           |   |   |
| du 20 au 22 avril 1973 sur terre battue (ext.) |       |                                |   |   |           |   |   |
| \| 1 \| \| Toshiro Sakai \| 2 \| 7 \| 6 \| 1 \| \| \| 1 \| \| Malcolm Anderson \| 6 \| 9 \| 3 \| 6 \| \| \| 2 \| \| Jun Kamiwazumi \| 2 \| 5 \| 1 \| \| \| \| 2 \| \| John Newcombe \| 6 \| 7 \| 6 \| \| \| \| 3 \| \| Jun Kamiwazumi - Toshiro Sakai \| 4 \| 5 \| 4 \| \| \| \| 3 \| \| Geoff Masters - John Newcombe \| 6 \| 7 \| 6 \| \| \| \| \| \| \| \| \| \| \| \| \| 4 \| \| Toshiro Sakai \| 8 \| 6 \| 4 \| 0 \| 6 \| \| 4 \| \| John Newcombe \| 6 \| 4 \| 6 \| 6 \| 3 \| \| \| \| \| \| \| \| \| \| \| 5 \| \| Jun Kamiwazumi \| 6 \| 6 \| 4 \| 4 \| 6 \| \| 5 \| \| Malcolm Anderson \| 4 \| 4 \| 6 \| 6 \| 8 \| \| \| \| \| \| \| \| \| \| |       |                                |   |   |           |   |   |
| 1 |       | Toshiro Sakai                  | 2 | 7 | 6         | 1 |   |
| 1 |       | Malcolm Anderson               | 6 | 9 | 3         | 6 |   |
| 2 |       | Jun Kamiwazumi                 | 2 | 5 | 1         |   |   |
| 2 |       | John Newcombe                  | 6 | 7 | 6         |   |   |
| 3 |       | Jun Kamiwazumi - Toshiro Sakai | 4 | 5 | 4         |   |   |
| 3 |       | Geoff Masters - John Newcombe  | 6 | 7 | 6         |   |   |
| |       |                                |   |   |           |   |   |
| 4 |       | Toshiro Sakai                  | 8 | 6 | 4         | 0 | 6 |
| 4 |       | John Newcombe                  | 6 | 4 | 6         | 6 | 3 |
| |       |                                |   |   |           |   |   |
| 5 |       | Jun Kamiwazumi                 | 6 | 6 | 4         | 4 | 6 |
| 5 |       | Malcolm Anderson               | 4 | 4 | 6         | 6 | 8 |
| |       |                                |   |   |           |   |   |

| 1 |  | Toshiro Sakai                  | 2 | 7 | 6 | 1 |   |
| 1 |  | Malcolm Anderson               | 6 | 9 | 3 | 6 |   |
| 2 |  | Jun Kamiwazumi                 | 2 | 5 | 1 |   |   |
| 2 |  | John Newcombe                  | 6 | 7 | 6 |   |   |
| 3 |  | Jun Kamiwazumi - Toshiro Sakai | 4 | 5 | 4 |   |   |
| 3 |  | Geoff Masters - John Newcombe  | 6 | 7 | 6 |   |   |
|   |  |                                |   |   |   |   |   |
| 4 |  | Toshiro Sakai                  | 8 | 6 | 4 | 0 | 6 |
| 4 |  | John Newcombe                  | 6 | 4 | 6 | 6 | 3 |
|   |  |                                |   |   |   |   |   |
| 5 |  | Jun Kamiwazumi                 | 6 | 6 | 4 | 4 | 6 |
| 5 |  | Malcolm Anderson               | 4 | 4 | 6 | 6 | 8 |
|   |  |                                |   |   |   |   |   |

#### Quarts de finale
Les "quarts de finale mondiaux" correspondent aux finales des zones continentales.
| | États-Unis | 4                               | -    | 0  | Chili |   |   |
| --- | ---------- | ------------------------------- | ---- | -- | ----- | - | - |
| Burns Park T.C., North Little Rock, AR, États-Unis |            |                                 |      |    |       |   |   |
| du 3 au 5 août 1973 sur dur (ext.) |            |                                 |      |    |       |   |   |
| \| 1 \| \| Tom Gorman \| 17 \| 6 \| 4 \| 6 \| \| \| 1 \| \| Jaime Fillol \| 15 \| 4 \| 6 \| 4 \| \| \| 2 \| \| Stan Smith \| 7 \| 6 \| 8 \| 6 \| \| \| 2 \| \| Patricio Cornejo \| 9 \| 2 \| 6 \| 4 \| \| \| 3 \| \| Stan Smith - Erik van Dillen \| 7 \| 37 \| 8 \| 6 \| 6 \| \| 3 \| \| Patricio Cornejo - Jaime Fillol \| 9 \| 39 \| 6 \| 1 \| 3 \| \| \| \| \| \| \| \| \| \| \| 4 \| \| Tom Gorman \| 6 \| 6 \| 6 \| \| \| \| 4 \| \| Patricio Cornejo \| 3 \| 1 \| 1 \| \| \| \| \| \| \| \| \| \| \| \| \| 5 \| \| Stan Smith \| non \| \| \| \| \| \| 5 \| \| Jaime Fillol \| joué \| \| \| \| \| \| \| \| \| \| \| \| \| \| |            |                                 |      |    |       |   |   |
| 1 |            | Tom Gorman                      | 17   | 6  | 4     | 6 |   |
| 1 |            | Jaime Fillol                    | 15   | 4  | 6     | 4 |   |
| 2 |            | Stan Smith                      | 7    | 6  | 8     | 6 |   |
| 2 |            | Patricio Cornejo                | 9    | 2  | 6     | 4 |   |
| 3 |            | Stan Smith - Erik van Dillen    | 7    | 37 | 8     | 6 | 6 |
| 3 |            | Patricio Cornejo - Jaime Fillol | 9    | 39 | 6     | 1 | 3 |
| |            |                                 |      |    |       |   |   |
| 4 |            | Tom Gorman                      | 6    | 6  | 6     |   |   |
| 4 |            | Patricio Cornejo                | 3    | 1  | 1     |   |   |
| |            |                                 |      |    |       |   |   |
| 5 |            | Stan Smith                      | non  |    |       |   |   |
| 5 |            | Jaime Fillol                    | joué |    |       |   |   |
| |            |                                 |      |    |       |   |   |

| 1 |  | Tom Gorman                      | 17   | 6  | 4 | 6 |   |
| 1 |  | Jaime Fillol                    | 15   | 4  | 6 | 4 |   |
| 2 |  | Stan Smith                      | 7    | 6  | 8 | 6 |   |
| 2 |  | Patricio Cornejo                | 9    | 2  | 6 | 4 |   |
| 3 |  | Stan Smith - Erik van Dillen    | 7    | 37 | 8 | 6 | 6 |
| 3 |  | Patricio Cornejo - Jaime Fillol | 9    | 39 | 6 | 1 | 3 |
|   |  |                                 |      |    |   |   |   |
| 4 |  | Tom Gorman                      | 6    | 6  | 6 |   |   |
| 4 |  | Patricio Cornejo                | 3    | 1  | 1 |   |   |
|   |  |                                 |      |    |   |   |   |
| 5 |  | Stan Smith                      | non  |    |   |   |   |
| 5 |  | Jaime Fillol                    | joué |    |   |   |   |
|   |  |                                 |      |    |   |   |   |

| | Roumanie | 3                                 | - | 2 | Union soviétique |   |   |
| --- | -------- | --------------------------------- | - | - | ---------------- | - | - |
| Bucarest, Roumanie |          |                                   |   |   |                  |   |   |
| du 3 au 5 août 1973 sur terre battue (ext.) |          |                                   |   |   |                  |   |   |
| \| 1 \| \| Toma Ovici \| 5 \| 5 \| 2 \| \| \| \| 1 \| \| Alex Metreveli \| 7 \| 7 \| 6 \| \| \| \| 2 \| \| Ilie Năstase \| 6 \| 6 \| 6 \| \| \| \| 2 \| \| Teimuraz Kakulia \| 0 \| 3 \| 0 \| \| \| \| 3 \| \| Ilie Năstase - Ionel Sânteiu \| 0 \| 6 \| 4 \| 7 \| 2 \| \| 3 \| \| Sergei Likhachev - Alex Metreveli \| 6 \| 3 \| 6 \| 5 \| 6 \| \| \| \| \| \| \| \| \| \| \| 4 \| \| Ilie Năstase \| 6 \| 6 \| 6 \| \| \| \| 4 \| \| Alex Metreveli \| 0 \| 2 \| 4 \| \| \| \| \| \| \| \| \| \| \| \| \| 5 \| \| Toma Ovici \| 6 \| 6 \| 6 \| \| \| \| 5 \| \| Teimuraz Kakulia \| 3 \| 3 \| 1 \| \| \| \| \| \| \| \| \| \| \| \| |          |                                   |   |   |                  |   |   |
| 1 |          | Toma Ovici                        | 5 | 5 | 2                |   |   |
| 1 |          | Alex Metreveli                    | 7 | 7 | 6                |   |   |
| 2 |          | Ilie Năstase                      | 6 | 6 | 6                |   |   |
| 2 |          | Teimuraz Kakulia                  | 0 | 3 | 0                |   |   |
| 3 |          | Ilie Năstase - Ionel Sânteiu      | 0 | 6 | 4                | 7 | 2 |
| 3 |          | Sergei Likhachev - Alex Metreveli | 6 | 3 | 6                | 5 | 6 |
| |          |                                   |   |   |                  |   |   |
| 4 |          | Ilie Năstase                      | 6 | 6 | 6                |   |   |
| 4 |          | Alex Metreveli                    | 0 | 2 | 4                |   |   |
| |          |                                   |   |   |                  |   |   |
| 5 |          | Toma Ovici                        | 6 | 6 | 6                |   |   |
| 5 |          | Teimuraz Kakulia                  | 3 | 3 | 1                |   |   |
| |          |                                   |   |   |                  |   |   |

| 1 |  | Toma Ovici                        | 5 | 5 | 2 |   |   |
| 1 |  | Alex Metreveli                    | 7 | 7 | 6 |   |   |
| 2 |  | Ilie Năstase                      | 6 | 6 | 6 |   |   |
| 2 |  | Teimuraz Kakulia                  | 0 | 3 | 0 |   |   |
| 3 |  | Ilie Năstase - Ionel Sânteiu      | 0 | 6 | 4 | 7 | 2 |
| 3 |  | Sergei Likhachev - Alex Metreveli | 6 | 3 | 6 | 5 | 6 |
|   |  |                                   |   |   |   |   |   |
| 4 |  | Ilie Năstase                      | 6 | 6 | 6 |   |   |
| 4 |  | Alex Metreveli                    | 0 | 2 | 4 |   |   |
|   |  |                                   |   |   |   |   |   |
| 5 |  | Toma Ovici                        | 6 | 6 | 6 |   |   |
| 5 |  | Teimuraz Kakulia                  | 3 | 3 | 1 |   |   |
|   |  |                                   |   |   |   |   |   |

| | Tchécoslovaquie | 4                                | -  | 1 | Italie |   |   |
| --- | --------------- | -------------------------------- | -- | - | ------ | - | - |
| Prague, Tchécoslovaquie |                 |                                  |    |   |        |   |   |
| du 3 au 5 août 1973 sur terre battue (ext.) |                 |                                  |    |   |        |   |   |
| \| 1 \| \| Jan Kodeš \| 5 \| 6 \| 4 \| 6 \| 1 \| \| 1 \| \| Corrado Barazzutti \| 7 \| 3 \| 6 \| 2 \| 6 \| \| 2 \| \| Jiří Hřebec \| 12 \| 6 \| 6 \| \| \| \| 2 \| \| Antonio Zugarelli \| 10 \| 1 \| 1 \| \| \| \| 3 \| \| Jan Kodeš - František Pala \| 6 \| 8 \| 6 \| \| \| \| 3 \| \| Giordano Majoli - Pietro Marzano \| 2 \| 6 \| 4 \| \| \| \| \| \| \| \| \| \| \| \| \| 4 \| \| Jiří Hřebec \| 9 \| 6 \| 6 \| \| \| \| 4 \| \| Corrado Barazzutti \| 7 \| 1 \| 4 \| \| \| \| \| \| \| \| \| \| \| \| \| 5 \| \| Jan Kodeš \| 6 \| 6 \| 0 \| 6 \| \| \| 5 \| \| Antonio Zugarelli \| 1 \| 3 \| 6 \| 2 \| \| \| \| \| \| \| \| \| \| \| |                 |                                  |    |   |        |   |   |
| 1 |                 | Jan Kodeš                        | 5  | 6 | 4      | 6 | 1 |
| 1 |                 | Corrado Barazzutti               | 7  | 3 | 6      | 2 | 6 |
| 2 |                 | Jiří Hřebec                      | 12 | 6 | 6      |   |   |
| 2 |                 | Antonio Zugarelli                | 10 | 1 | 1      |   |   |
| 3 |                 | Jan Kodeš - František Pala       | 6  | 8 | 6      |   |   |
| 3 |                 | Giordano Majoli - Pietro Marzano | 2  | 6 | 4      |   |   |
| |                 |                                  |    |   |        |   |   |
| 4 |                 | Jiří Hřebec                      | 9  | 6 | 6      |   |   |
| 4 |                 | Corrado Barazzutti               | 7  | 1 | 4      |   |   |
| |                 |                                  |    |   |        |   |   |
| 5 |                 | Jan Kodeš                        | 6  | 6 | 0      | 6 |   |
| 5 |                 | Antonio Zugarelli                | 1  | 3 | 6      | 2 |   |
| |                 |                                  |    |   |        |   |   |

| 1 |  | Jan Kodeš                        | 5  | 6 | 4 | 6 | 1 |
| 1 |  | Corrado Barazzutti               | 7  | 3 | 6 | 2 | 6 |
| 2 |  | Jiří Hřebec                      | 12 | 6 | 6 |   |   |
| 2 |  | Antonio Zugarelli                | 10 | 1 | 1 |   |   |
| 3 |  | Jan Kodeš - František Pala       | 6  | 8 | 6 |   |   |
| 3 |  | Giordano Majoli - Pietro Marzano | 2  | 6 | 4 |   |   |
|   |  |                                  |    |   |   |   |   |
| 4 |  | Jiří Hřebec                      | 9  | 6 | 6 |   |   |
| 4 |  | Corrado Barazzutti               | 7  | 1 | 4 |   |   |
|   |  |                                  |    |   |   |   |   |
| 5 |  | Jan Kodeš                        | 6  | 6 | 0 | 6 |   |
| 5 |  | Antonio Zugarelli                | 1  | 3 | 6 | 2 |   |
|   |  |                                  |    |   |   |   |   |

| | Inde | 0                             | -  | 4 | Australie |   |         |
| --- | ---- | ----------------------------- | -- | - | --------- | - | ------- |
| Madras, Inde |      |                               |    |   |           |   |         |
| du 4 au 6 mai 1973 sur terre battue (ext.) |      |                               |    |   |           |   |         |
| \| 1 \| \| Anand Amritraj \| 2 \| 1 \| 0 \| \| \| \| 1 \| \| John Newcombe \| 6 \| 6 \| 6 \| \| \| \| 2 \| \| Vijay Amritraj \| 1 \| 2 \| 1 \| \| \| \| 2 \| \| Malcolm Anderson \| 6 \| 6 \| 6 \| \| \| \| 3 \| \| Vijay Amritraj - Premjit Lall \| 6 \| 2 \| 5 \| 3 \| \| \| 3 \| \| G. Masters - J. Newcombe \| 4 \| 6 \| 7 \| 6 \| \| \| \| \| \| \| \| \| \| \| \| 4 \| \| Premjit Lall \| 6 \| 0 \| 6 \| 1 \| \| \| 4 \| \| John Cooper \| 4 \| 6 \| 8 \| 6 \| \| \| \| \| \| \| \| \| \| \| \| 5 \| \| Vijay Amritraj \| 10 \| 6 \| \| \| non \| \| 5 \| \| John Newcombe \| 12 \| 3 \| \| \| terminé \| \| \| \| \| \| \| \| \| \| |      |                               |    |   |           |   |         |
| 1 |      | Anand Amritraj                | 2  | 1 | 0         |   |         |
| 1 |      | John Newcombe                 | 6  | 6 | 6         |   |         |
| 2 |      | Vijay Amritraj                | 1  | 2 | 1         |   |         |
| 2 |      | Malcolm Anderson              | 6  | 6 | 6         |   |         |
| 3 |      | Vijay Amritraj - Premjit Lall | 6  | 2 | 5         | 3 |         |
| 3 |      | G. Masters - J. Newcombe      | 4  | 6 | 7         | 6 |         |
| |      |                               |    |   |           |   |         |
| 4 |      | Premjit Lall                  | 6  | 0 | 6         | 1 |         |
| 4 |      | John Cooper                   | 4  | 6 | 8         | 6 |         |
| |      |                               |    |   |           |   |         |
| 5 |      | Vijay Amritraj                | 10 | 6 |           |   | non     |
| 5 |      | John Newcombe                 | 12 | 3 |           |   | terminé |
| |      |                               |    |   |           |   |         |

| 1 |  | Anand Amritraj                | 2  | 1 | 0 |   |         |
| 1 |  | John Newcombe                 | 6  | 6 | 6 |   |         |
| 2 |  | Vijay Amritraj                | 1  | 2 | 1 |   |         |
| 2 |  | Malcolm Anderson              | 6  | 6 | 6 |   |         |
| 3 |  | Vijay Amritraj - Premjit Lall | 6  | 2 | 5 | 3 |         |
| 3 |  | G. Masters - J. Newcombe      | 4  | 6 | 7 | 6 |         |
|   |  |                               |    |   |   |   |         |
| 4 |  | Premjit Lall                  | 6  | 0 | 6 | 1 |         |
| 4 |  | John Cooper                   | 4  | 6 | 8 | 6 |         |
|   |  |                               |    |   |   |   |         |
| 5 |  | Vijay Amritraj                | 10 | 6 |   |   | non     |
| 5 |  | John Newcombe                 | 12 | 3 |   |   | terminé |
|   |  |                               |    |   |   |   |         |

#### Demi-finales
| | États-Unis | 4                            | - | 1 | Roumanie |   |   |
| --- | ---------- | ---------------------------- | - | - | -------- | - | - |
| Round Hill Country Club, Alamo, CA, États-Unis |            |                              |   |   |          |   |   |
| du 17 au 19 août 1973 sur dur (ext.) |            |                              |   |   |          |   |   |
| \| 1 \| \| Marty Riessen \| 2 \| 4 \| 2 \| \| \| \| 1 \| \| Ilie Năstase \| 6 \| 6 \| 6 \| \| \| \| 2 \| \| Stan Smith \| 7 \| 6 \| 6 \| \| \| \| 2 \| \| Toma Ovici \| 5 \| 1 \| 3 \| \| \| \| 3 \| \| Stan Smith - Erik van Dillen \| 6 \| 7 \| 6 \| \| \| \| 3 \| \| Ilie Năstase - Ionel Sânteiu \| 2 \| 5 \| 2 \| \| \| \| \| \| \| \| \| \| \| \| \| 4 \| \| Marty Riessen \| 6 \| 4 \| 6 \| 7 \| \| \| 4 \| \| Toma Ovici \| 1 \| 6 \| 1 \| 5 \| \| \| \| \| \| \| \| \| \| \| \| 5 \| \| Stan Smith \| 5 \| 6 \| 6 \| 4 \| 6 \| \| 5 \| \| Ilie Năstase \| 7 \| 2 \| 3 \| 6 \| 3 \| \| \| \| \| \| \| \| \| \| |            |                              |   |   |          |   |   |
| 1 |            | Marty Riessen                | 2 | 4 | 2        |   |   |
| 1 |            | Ilie Năstase                 | 6 | 6 | 6        |   |   |
| 2 |            | Stan Smith                   | 7 | 6 | 6        |   |   |
| 2 |            | Toma Ovici                   | 5 | 1 | 3        |   |   |
| 3 |            | Stan Smith - Erik van Dillen | 6 | 7 | 6        |   |   |
| 3 |            | Ilie Năstase - Ionel Sânteiu | 2 | 5 | 2        |   |   |
| |            |                              |   |   |          |   |   |
| 4 |            | Marty Riessen                | 6 | 4 | 6        | 7 |   |
| 4 |            | Toma Ovici                   | 1 | 6 | 1        | 5 |   |
| |            |                              |   |   |          |   |   |
| 5 |            | Stan Smith                   | 5 | 6 | 6        | 4 | 6 |
| 5 |            | Ilie Năstase                 | 7 | 2 | 3        | 6 | 3 |
| |            |                              |   |   |          |   |   |

| 1 |  | Marty Riessen                | 2 | 4 | 2 |   |   |
| 1 |  | Ilie Năstase                 | 6 | 6 | 6 |   |   |
| 2 |  | Stan Smith                   | 7 | 6 | 6 |   |   |
| 2 |  | Toma Ovici                   | 5 | 1 | 3 |   |   |
| 3 |  | Stan Smith - Erik van Dillen | 6 | 7 | 6 |   |   |
| 3 |  | Ilie Năstase - Ionel Sânteiu | 2 | 5 | 2 |   |   |
|   |  |                              |   |   |   |   |   |
| 4 |  | Marty Riessen                | 6 | 4 | 6 | 7 |   |
| 4 |  | Toma Ovici                   | 1 | 6 | 1 | 5 |   |
|   |  |                              |   |   |   |   |   |
| 5 |  | Stan Smith                   | 5 | 6 | 6 | 4 | 6 |
| 5 |  | Ilie Năstase                 | 7 | 2 | 3 | 6 | 3 |
|   |  |                              |   |   |   |   |   |

| | Australie | 4                           | - | 1  | Tchécoslovaquie |   |   |
| --- | --------- | --------------------------- | - | -- | --------------- | - | - |
| Stade de Kooyong, Melbourne, Australie |           |                             |   |    |                 |   |   |
| du 16 au 18 novembre 1973 sur gazon (ext.) |           |                             |   |    |                 |   |   |
| \| 1 \| \| Rod Laver \| 6 \| 7 \| 7 \| \| \| \| 1 \| \| Jan Kodeš \| 3 \| 5 \| 5 \| \| \| \| 2 \| \| John Newcombe \| 4 \| 10 \| 4 \| 5 \| \| \| 2 \| \| Jiří Hřebec \| 6 \| 8 \| 6 \| 7 \| \| \| 3 \| \| Rod Laver - Ken Rosewall \| 6 \| 14 \| 7 \| 8 \| \| \| 3 \| \| Jan Kodeš - Vladimír Zedník \| 4 \| 12 \| 9 \| 6 \| \| \| \| \| \| \| \| \| \| \| \| 4 \| \| Rod Laver \| 5 \| 6 \| 6 \| 4 \| 6 \| \| 4 \| \| Jiří Hřebec \| 7 \| 3 \| 4 \| 6 \| 4 \| \| \| \| \| \| \| \| \| \| \| 5 \| \| John Newcombe \| 6 \| 6 \| 6 \| \| \| \| 5 \| \| Jan Kodeš \| 2 \| 2 \| 4 \| \| \| \| \| \| \| \| \| \| \| \| |           |                             |   |    |                 |   |   |
| 1 |           | Rod Laver                   | 6 | 7  | 7               |   |   |
| 1 |           | Jan Kodeš                   | 3 | 5  | 5               |   |   |
| 2 |           | John Newcombe               | 4 | 10 | 4               | 5 |   |
| 2 |           | Jiří Hřebec                 | 6 | 8  | 6               | 7 |   |
| 3 |           | Rod Laver - Ken Rosewall    | 6 | 14 | 7               | 8 |   |
| 3 |           | Jan Kodeš - Vladimír Zedník | 4 | 12 | 9               | 6 |   |
| |           |                             |   |    |                 |   |   |
| 4 |           | Rod Laver                   | 5 | 6  | 6               | 4 | 6 |
| 4 |           | Jiří Hřebec                 | 7 | 3  | 4               | 6 | 4 |
| |           |                             |   |    |                 |   |   |
| 5 |           | John Newcombe               | 6 | 6  | 6               |   |   |
| 5 |           | Jan Kodeš                   | 2 | 2  | 4               |   |   |
| |           |                             |   |    |                 |   |   |

| 1 |  | Rod Laver                   | 6 | 7  | 7 |   |   |
| 1 |  | Jan Kodeš                   | 3 | 5  | 5 |   |   |
| 2 |  | John Newcombe               | 4 | 10 | 4 | 5 |   |
| 2 |  | Jiří Hřebec                 | 6 | 8  | 6 | 7 |   |
| 3 |  | Rod Laver - Ken Rosewall    | 6 | 14 | 7 | 8 |   |
| 3 |  | Jan Kodeš - Vladimír Zedník | 4 | 12 | 9 | 6 |   |
|   |  |                             |   |    |   |   |   |
| 4 |  | Rod Laver                   | 5 | 6  | 6 | 4 | 6 |
| 4 |  | Jiří Hřebec                 | 7 | 3  | 4 | 6 | 4 |
|   |  |                             |   |    |   |   |   |
| 5 |  | John Newcombe               | 6 | 6  | 6 |   |   |
| 5 |  | Jan Kodeš                   | 2 | 2  | 4 |   |   |
|   |  |                             |   |    |   |   |   |

#### Finale
La finale de la Coupe Davis 1973 se joue entre les États-Unis et l'Australie.
| | États-Unis | 0                            | -  | 5 | Australie |   |   |
| --- | ---------- | ---------------------------- | -- | - | --------- | - | - |
| Auditorium Public, Cleveland, OH, États-Unis |            |                              |    |   |           |   |   |
| du 30 novembre au 2 décembre 1973 sur moquette (int.) |            |                              |    |   |           |   |   |
| \| 1 \| \| Stan Smith \| 1 \| 6 \| 3 \| 6 \| 4 \| \| 1 \| \| John Newcombe \| 6 \| 3 \| 6 \| 3 \| 6 \| \| 2 \| \| Tom Gorman \| 10 \| 6 \| 8 \| 3 \| 1 \| \| 2 \| \| Rod Laver \| 8 \| 8 \| 6 \| 6 \| 6 \| \| 3 \| \| Stan Smith - Erik van Dillen \| 1 \| 2 \| 4 \| \| \| \| 3 \| \| Rod Laver - John Newcombe \| 6 \| 6 \| 6 \| \| \| \| \| \| \| \| \| \| \| \| \| 4 \| \| Tom Gorman \| 2 \| 1 \| 3 \| \| \| \| 4 \| \| John Newcombe \| 6 \| 6 \| 6 \| \| \| \| \| \| \| \| \| \| \| \| \| 5 \| \| Stan Smith \| 3 \| 4 \| 6 \| 2 \| \| \| 5 \| \| Rod Laver \| 6 \| 6 \| 3 \| 6 \| \| \| \| \| \| \| \| \| \| \| |            |                              |    |   |           |   |   |
| 1 |            | Stan Smith                   | 1  | 6 | 3         | 6 | 4 |
| 1 |            | John Newcombe                | 6  | 3 | 6         | 3 | 6 |
| 2 |            | Tom Gorman                   | 10 | 6 | 8         | 3 | 1 |
| 2 |            | Rod Laver                    | 8  | 8 | 6         | 6 | 6 |
| 3 |            | Stan Smith - Erik van Dillen | 1  | 2 | 4         |   |   |
| 3 |            | Rod Laver - John Newcombe    | 6  | 6 | 6         |   |   |
| |            |                              |    |   |           |   |   |
| 4 |            | Tom Gorman                   | 2  | 1 | 3         |   |   |
| 4 |            | John Newcombe                | 6  | 6 | 6         |   |   |
| |            |                              |    |   |           |   |   |
| 5 |            | Stan Smith                   | 3  | 4 | 6         | 2 |   |
| 5 |            | Rod Laver                    | 6  | 6 | 3         | 6 |   |
| |            |                              |    |   |           |   |   |